# 調査船

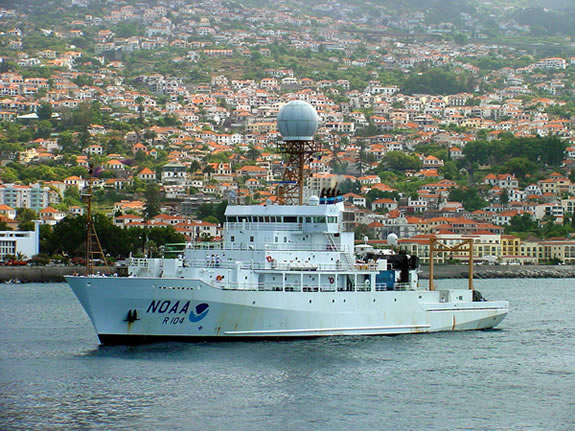
アメリカの海洋地理調査船NOAAS「ロナルド・H・ブラウン」

調査船（ちょうさせん、英: research vessel, R/V）は、海洋に関する各種の調査を行うために設計され、必要な設備を備えた船のことである。海洋調査船ともいう。調査船の任務の範囲は広く、そのうちのいくつかは1隻の船に統合することができるが、専門の船を必要とする任務もある。
調査船はその任務の性質によって、極地での行動を可能にするためにしばしば砕氷船の構造を持つことがある。

## 歴史

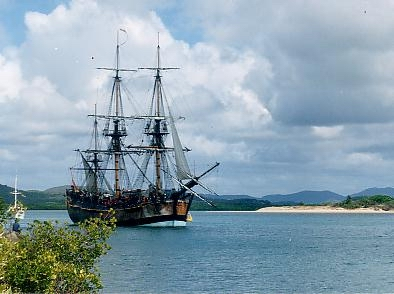
クックタウン港にある「エンデバー」のレプリカ

海洋調査船の起源は初期の探検航海にその起源を求めることができる。今日我々が海洋調査船に求める特質は、ジェームズ・クックの「エンデバー」の時代にすでに明らかになっていた。1766年、王立協会は金星の太陽面通過を観測し、記録するためにクックに太平洋への航海を命じたが、その航海に使用された「エンデバー」は頑丈な船で、良く設計され、想定される試練に対して準備されており、研究員ジョン・バンクスの必要とする設備をすべて備えていた。そして、現代の海洋調査船が一般的にそうであるように、「エンデバー」もまた包括的な水路調査を含む多種類の調査を実行した。
初期におけるそれ以外の著名な海洋調査船としてはビーグル、カリプソ、チャレンジャー、それにエンデュアランス、テラ・ノヴァなどがあげられる。

## 現代の調査船

### 水路調査船

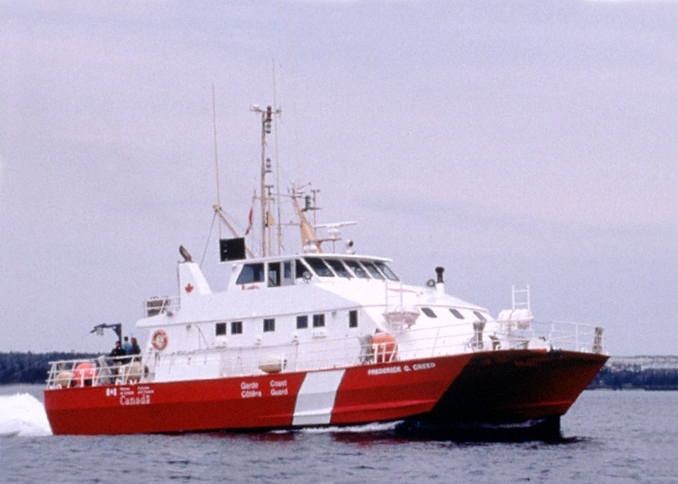
カナダ沿岸警備隊の水路調査船CCGS「フレデリック・G・クリード」

水路調査船は水路の調査と水深測量を行うように設計された船である。この情報をもとに、安全な航海に欠かせない海図（軍用および民間用）が作られる。
水路調査船はまた、海底とその地下について地震に関する地質学的調査も実施する。海図作成とは別に、この情報は、有望な油田またはガス田を見つけることにも役立つ。これらの船は通常、海底の地層を振動させるための高圧の衝撃波を発生させる器材（例えばエア・キャノン）を曳航し、また竜骨にも器材（例えば音響測深機）を備えている。
実際に水路調査船のいくつかは複数の役割を果たす能力を与えられており、海洋学調査船としても機能する。例えば海軍の水路調査船は潜水艦発見に必要な調査も行う。
水路調査船の例：CCGS「フレデリック・G・クリード」（カナダ沿岸警備隊）

### 海洋学調査船

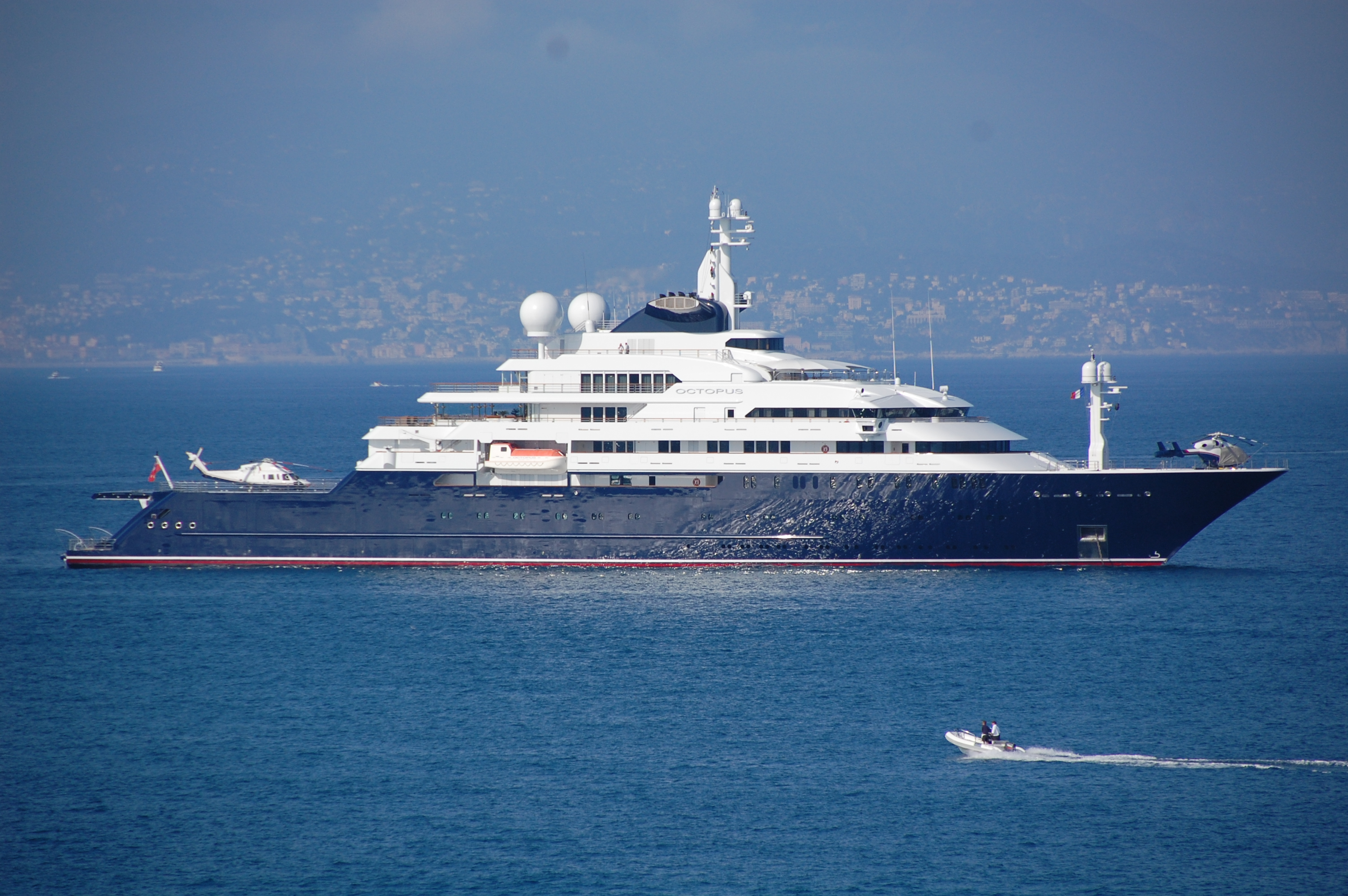
ポール・アレンのメガヨット『オクトパス』

海洋学調査船は、水や大気や気候に関する物理的、化学的かつ生物学的な調査を行う設備をそなえ、かつ、深海を含む幅広い深さの水のサンプルを収集する器材を備えることが求められる。またそれだけでなく、海底の音響探査を行う装置を始めとして、他の多種類の環境センサーを必要とする。海洋学調査および水路調査に必要な設備はともに漁場調査のそれとは大きく異なっており、海洋学調査船はこの二重の役割を持つことが多い。
海洋学調査船の例：NOAAS「ロナルド・H・ブラウン」（アメリカ）、海洋地球研究船「みらい」（日本）
ポール・アレンは所有するメガヨット『オクトパス』に海洋調査や深海探索用の機材を積み、沈没した戦艦の探索など趣味の研究に使用している。

### 漁業調査船
漁業調査船（fisheries research vessel、FRV）には、異なる種類の漁網を曳航して広範囲の深さからプランクトンや水のサンプルを収集したり、音響による魚群探知設備の母船となることが求められる。漁業調査船はしばしば大型の漁船と同様の設計で建造されるが、そのスペースは当然、捕獲した魚の貯蔵でなく、研究設備とそのための資材庫に充てられる。
漁業調査船の例：FRV「スコティア」（スコットランド漁業庁）、開洋丸（水産庁）

### 海洋観測艦

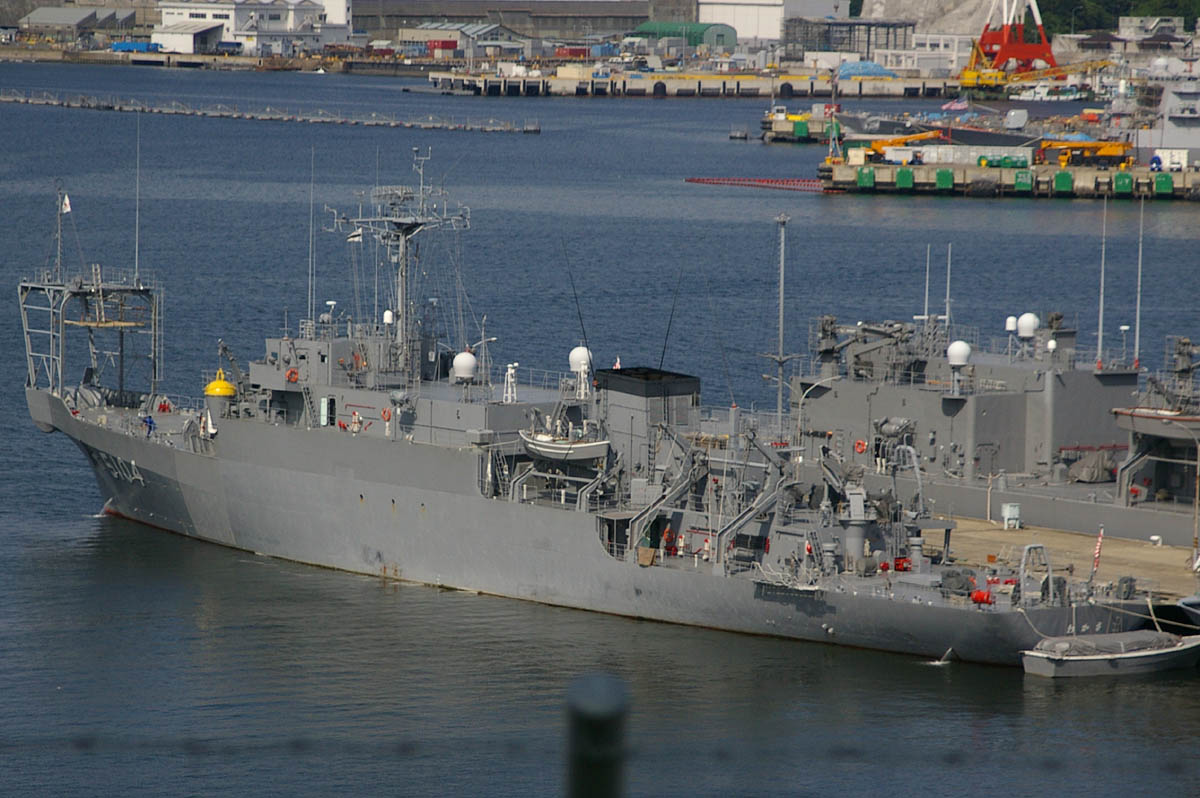
海上自衛隊の海洋観測艦「わかさ」（AGS 5104）

海洋観測艦（海軍の海洋調査船）は、海軍特有の目的、例えば潜水艦戦や機雷戦に用いるための海洋情報収集を行なう。
海洋観測艦の例：ノイエ・プラネット（ドイツ海軍）、ふたみ型海洋観測艦（海上自衛隊）

### 極地調査船

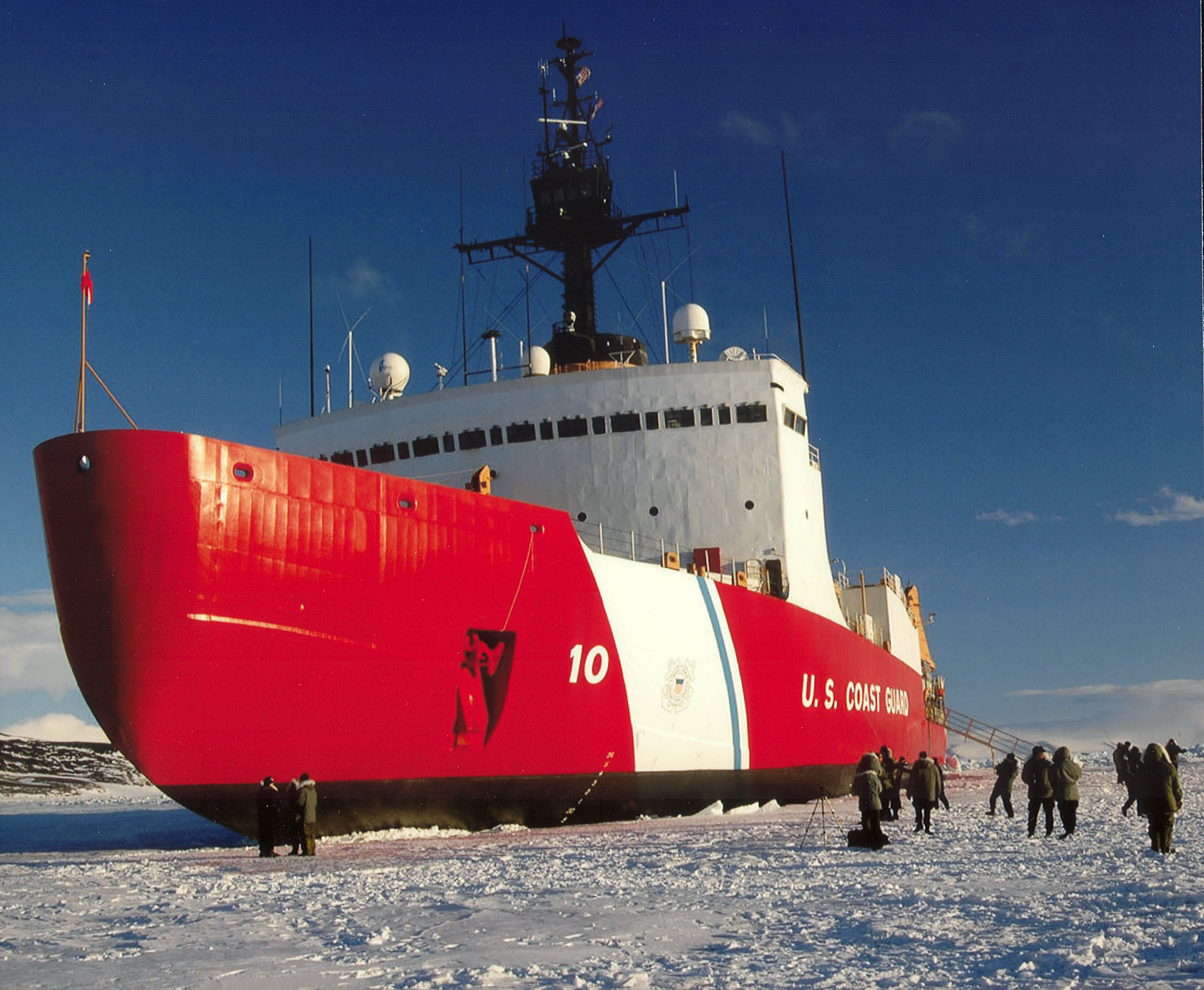
アメリカ沿岸警備隊の極地調査船USCGC「ポーラー・スター（WAGB-10）」

極地調査船は極地の氷海で行動するために砕氷船の機能を要する。調査だけでなく極地の観測基地に対する補給も担う。日本が所有する極地調査船は南極向けのため、南極観測船と通称されている。
21世紀に入り、地球温暖化による北極海航路開拓需要が強まり、各国で極地調査船強化が進められている。
極地調査船の例：USCGC「ポーラー・スター」（アメリカ沿岸警備隊）

## 注記
1. ↑  James Cook at the 1911 Encyclopædia Britannica